# Max Noether

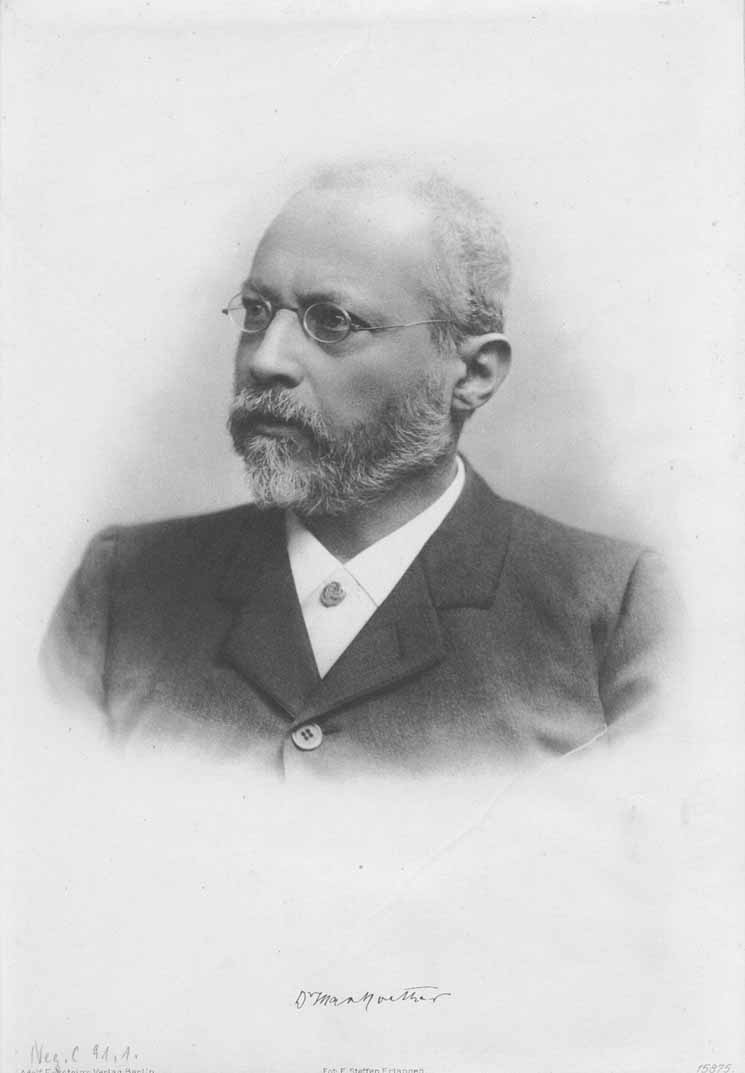
Max Noether

Max Noether (24 septembrie 1844 - d. 13 decembrie 1921) a fost un matematician german, cunoscut pentru studiile sale în domeniile geometriei algebrice și al teoriei funcțiilor algebrice.
Leon Max Lederman l-a considerat unul dintre cei mai mari matematicieni ai secolului XX.
Mai multe teoreme din geometria algebrică îi poartă numele.
De asemenea, există inegalitatea lui Noether în cadrul teoriei suprafețelor algebrice.
În geometria algebrică există o teorie pe care Noether a elaborat-o împreună cu Alexander von Brill și care se numește teoria Brill–Noether.
Fiica sa, Emmy Noether, o cunoscută femeie-matematician, a adus contribuții însemnate în algebra modernă și în studiul legilor de conservare.